# 马尔科·马特拉齐
马尔科·马特拉齐，Ufficiale OMRI（義大利語：Marco Materazzi，義大利語發音：[ˈmarko mateˈrattsi]；1973年8月19日—），生於意大利共和国萊切，是一名已退役的意大利足球運動員。司職中堅，職業生涯中曾效力於意甲球會國際米蘭達十年，生涯最後效力於印超球會清奈泰坦。
於職業生涯初期，馬特拉斯輾轉於多間意乙及意丙球會，以及英超球會愛華頓。當中他曾兩度效力於佩魯賈（1995-98年和1999-2001年）。後於2001年7月以1050萬歐元加盟意甲豪門國際米蘭，踏入職業生涯的高峰。效力於國米期間，馬特拉斯在國米贏得了一個世冠盃、四個意大利超級盃、四個意大利盃、一個歐冠盃、以及在意甲電話門事件後在2006年至2010年連續斬獲五次意甲冠軍。
在國家隊方面，馬特拉斯於2001年首次被意大利國家隊徵召入伍，且在一場對陣南非的友誼賽上出任正選中堅。此後，馬特拉斯成為了意大利國家隊的常客之一，隨隊出席了不少友誼賽。亦在2002年日韓世界盃以及2004年歐洲國家盃上獲得了一定出場時間，但皆在16強賽及小組賽早早出局。而在2006年世界杯足球赛决赛意大利对法国的球赛中，馬特拉斯成為了關鍵角色之一，除了在隊伍落後時頭錘破網，協助落後一球的意大利扳平比分，直至十二碼大戰。加上他在加时赛阶段蓄意用言语激怒法国队队长齐达内导致被头撞击。齐达内当即因场上暴力行为被红牌重罚下场，最终间接影响了比赛形势，结果法国队输给意大利队，幫助意大利隊獲得其歷史上第四座世界盃冠軍。最後於兩年後的2008年歐洲國家盃上，達成最後一場國家隊出場後，便不再被國家隊徵召，結束了其7年的意大利國家隊生涯。在此其間，他為意大利出賽了41場。

## 俱乐部生涯
馬特拉斯早年出身於中下游球會墨西拿，1993年加盟马尔萨拉（Marsala）展開職業足球生涯。1995年加盟佩魯賈，但2年後才取得正選位置。其後，他成為了該隊首席的自由球和點球劊子手；2001年以後衛身份在意甲射入12個入球，直到現在仍是意甲後衛单赛季進球最多的紀錄保持者。翌年以600萬英鎊的身價轉會國際米蘭。在國際米蘭的10年，他受到多位教練的重用，當年更被傳謀視為是埃克托·库珀教練的「中流砥柱」。马特拉齐个性十足，球场作风咄咄逼人，被球迷称为“屠夫”（The Butcher）或“人間凶器”。
2011年6月，马特拉齐与国际米兰的合同到期且不获续约，成为自由球员。
2014年9月，马特拉齐与印超球隊Chennaiyin簽署總值2百萬美元的2年合約，擔任球員兼教練。

## 国家队生涯
馬特拉斯於2001年才獲意大利國家隊徵召，成為國家隊的第三中堅，於2001年4月在同南非的友誼賽中首次入選國家隊。
2006年世界杯期间，内斯塔在小组赛第一轮后受伤，马特拉齐遂替代其作为先发，在该届赛事表现有如神助，於決賽为意大利頂入扳平一球，點球決勝中射入第二球，是意大利捧得该届世界杯冠军的功臣之一。
2008年欧洲杯意大利以0:3败于荷兰的比赛，马特拉齐最后一次代表国家队出战。其在之后宣布退出意大利国家队。

## 遭齐达内头撞事件
事緣於2006年世界杯意大利進入決賽對戰法國隊時，在比赛进行到109分钟时法国队队长齐达内突然用頭撞擊馬特拉斯的胸部，馬特拉斯當場倒地，施丹最終被红牌罰下。當月下旬国际足联和意大利足總就事件判罪马特拉齐停賽兩場並罰款5000瑞士法郎。
同年10月，馬特拉斯撰寫了一本名為《我實際向施丹說過的話》(What I Really Said To Zidane)，書中收錄了249句可能會引致「施丹頭錘」的話，將由阿諾爾多·蒙達多利出版社出版，封面則是「施丹頭錘」事發的照片，一本售價10歐元且所有有關本書的收益捐至聯合國兒童基金會。當施丹被問道是否曾收到或購買該書時，他向Canal+電視台表示並沒有。至今該書已被翻譯成數種語言，如俄語及法語。
马特拉齐究竟说了什么导致齐达内如此愤怒，以至于在比赛中公然头撞他成为了赛后人们感兴趣的话题。最后在距该届世界杯1年后的2007年，马特拉齐在意大利杂志《微笑和歌唱电视》(TV Sorrisi e Canzoni)中揭露真相，也让这段持续了一年多的谜案终于水落石出。齐达内当时對拉扯自己的马特拉齐说：“如果你喜欢我的球衣，赛後我就把球衣送你(If you want my shirt, I will give to you afterwards)。”马特拉齐随即回击：“我倒比較喜欢你的那个婊子姐姐 (preferisco quella buttana di tua sorella)。”
2012年10月，施丹頭頂馬特拉斯的青銅像在法國巴黎龐皮度國家藝術文化中心展覽館門前進行了公開展覽。雕像由阿爾及利亞藝術家阿岱爾·阿德斯梅創作，高度達5米（16英尺），由作品名稱就正正是當時施丹作做的動作—「頭槌」，由2012年10月展覽至2013年1月。展覽的組織成員Alain Michaud表示：「這個作品違背了雕像用作紀念某些勝利的傳統，這是一首向失敗者致敬的一首頌歌。」
受此事件影響，決賽中的法國隊失去了球隊核心施丹後的狀況急轉直下，導致法國錯失了獲得它們第二個世界盃的機會，將冠軍拱手相讓給意大利。因此出口挑釁施丹的馬特拉斯成為了使法國失去冠軍的罪魁禍首，長期以來受到法國人民的厭惡。在法國足球於2016的一篇文章中，馬特拉斯被評為「最受法國討厭的足球員」榜單中的第一名，可見其在法國的名聲之差。
於2024年，馬特拉斯接受了《泰晤士報》的採訪。馬特拉斯表達了自己對於這次事件感到遺憾，他不希望這一幕成為他職業生涯中最具標誌性的時刻。他說道：「我不喜歡這樣，因為這並不能公正地反映我的整個職業生涯。」、「那一幕不應該發生。決賽在柏林如火如荼地進行，於一片吵鬧及侮辱之中，施丹將他的球衣遞給我，我拒絕了，我說我更喜歡他的妹妹。之後佢轉過身來，做出了所有人都記得的那個反應。此後我再也沒有和施丹見過面。」
時隔18年後，馬特拉斯在接受博彩網站Lucky Block採訪時表示，自從該事件發生後，他在事件前還是事件後皆沒有和施丹說過任何話。而他有意和施丹進行對話。他十分尊重這位來自法國的傳奇人物，不論是是以球員或是教練的身份，他帶領了球隊（皇家馬德里）連續取得三屆歐聯冠軍。他不再尋求施丹的道歉，經多年以後，他很樂意能夠和施丹對話。

## 轶事
- 马特拉齐的父親就是著名教練朱塞佩·马特拉齐（Giuseppe Materazzi）；他曾執教比萨，拉素，巴里，帕多瓦，布雷西亞，皮亞琴察，和天津泰达隊。
- 马特拉齐年幼時父親並不贊成他成為足球員，認為他該當職業籃球員。
- 马特拉齐已婚，育有二子一女，大兒子叫吉安馬科，二兒子叫大衛，女兒叫安娜。
- 若泽·穆里尼奥於2010年協助國米成為三冠王，在若泽·穆里尼奥離開國米時，記者拍攝到馬達拉斯和若泽·穆里尼奥擁抱，馬達拉斯認為若泽·穆里尼奥是世界第一的領隊。[13]

## 相关链接
- 马特拉齐个人网站 （页面存档备份，存于）
- Profile and stats （页面存档备份，存于）